# Invisible Stripes
Invisible Stripes is een misdaadfilm die in 1939 door Warner Bros. werd uitgebracht. De film vertelt het verhaal van een gangster, gespeeld door George Raft, die uit de gevangenis komt en probeert een nieuw leven op te bouwen. Lloyd Bacon was verantwoordelijk voor de regie. In de film spelen onder anderen William Holden en Humphrey Bogart mee. Het filmscenario, dat geschreven werd door Warren Duff, was gebaseerd op het gelijknamige boek van Lewis Edward Lawes.

## Verhaal
Cliff Taylor (gespeeld door George Raft) is een ex-gedetineerde die probeert een nieuw leven op te bouwen tijdens zijn voorwaardelijke invrijheidstelling. Dit valt echter niet mee, want door zijn criminele verleden ervaart hij veel moeite met het vinden van een baan. Zijn broer Tim (William Holden) vervalt eveneens in crimineel gedrag. Hij voegt zich bij de bende van Charles Martin (Humphrey Bogart) in een poging om zichzelf en zijn vriendin Peggy (Jane Bryan) te onderhouden.

## Rolverdeling
| Acteur           | Personage                  |
| ---------------- | -------------------------- |
| George Raft      | Cliff Taylor               |
| Jane Bryan       | Peggy                      |
| William Holden   | Tim Taylor                 |
| Humphrey Bogart  | Charles Martin             |
| Flora Robson     | Mrs. Taylor                |
| Henry O'Neill    | Reclasseringsambtenaar     |
| Paul Kelly       | Ed Kruger                  |
| Lee Patrick      | Molly Daniels              |
| Mark Lawrence    | Lefty Sloan                |
| Joe Downing      | Johnny Hudson              |
| Trully Marshall  | Old Peter                  |
| Margot Stevenson | Sue                        |
| Joseph Crehan    | Mr. Chasen                 |
| Chester Clute    | Mr. Butler                 |
| John Hamilton    | Politiecommissaris Johnson |
| Frankie Thomas   | Tommy McNeill              |
| William Haade    | Shrank                     |